# José Díaz Gómez
Pepe Díaz (Campo de Criptana, 1930-Madrid, 11 de enero de 2015) fue un pintor español.

## Biografía
Pepe Díaz nació en Campo de Criptana (Ciudad Real, La Mancha). Poco después la familia se trasladó a Carrión de Calatrava donde tuvo que ponerse a trabajar en el campo, aun siendo niño, ya que su padre, teniente en el ejército republicano, es fusilado en 1942. De formación autodidacta, su primer acercamiento a la plástica fue precisamente a través de la afición a la pintura de su padre que le hizo una pequeña nota-libro con consejos y anécdotas que cuentan cómo un niño llamado "Josillo" se convierte en un pintor de éxito. Sin duda este libro es un documento de incalculable valor por la premonición del mismo.
En 1952, después del servicio militar, Pepe Díaz llegó a Madrid y conectó con los círculos artísticos del momento. Para ganarse la vida trabajó como pintor-decorador. En 1956 participó en su primera exposición individual en Valladolid. En 1957 viajó por primera vez a París, participando en las ediciones de la Bienal Internacional de París en 1961, 1963 y 1965, siendo finalista en las ediciones primera y última mencionada. Asimismo participó durante varios años en el "Salon de la Jeune Peinture".
Su obra formó parte de “Los 20 Pintores de la Escuela de París", exposición que viajó a través de los Estados Unidos entre 1963 y 1964. También de esta época destacaron sus exposiciones individuales realizadas en la Galería n.5 en Suiza (1959); y en España en la Dirección General de Bellas Artes (1964). 
En 1977 regresó definitivamente a España, fijando su estudio en Madrid (estudio que ya tenía desde 1966). En esa época expuso cada dos años en Madrid, así como en otras ciudades españolas. Si bien prosiguieron las actividades en París, con exposiciones individuales y colectivas, participando hasta el año 1974 en el "Salon des Réalités Nouvelles". 
La actitud del pintor de una búsqueda constante y frecuente en su pintura y sus largas estancias en España le llevaron a reflexionar sobre los pintores clásicos y la figuración de los grandes maestros de la pintura española. El resultado fue una serie de interpretaciones muy personales de temas de Velázquez, hasta finales de los años setenta. Esta búsqueda pictórica de la Hispanidad le lleva a la terminología mítica de las corridas de toros, que siempre fue una vocación desde la infancia. 
En los años ochenta fue el paisajismo el tema constante de su obra, siendo retratado en una serie de paisajes urbanos de grandes ciudades europeas. En esta época expuso en puntos tan diversos como Venezuela o Rusia, destacando su exposición de Moscú de 1987. Posteriormente, en los años noventa Pepe Díaz regresó a la pintura abstracta. Volvió a sus raíces exponiendo en 1995 en el Museo Municipal de Alcázar de San Juan y en la inauguración del Pósito Real de su pueblo natal, Campo de Criptana, con una amplia muestra de collages.

## Principales exposiciones individuales
- Casa de Galicia. Valladolid. 1956.
- Salón de los Madrazo. Madrid. 1957.
- Galería n.5. Ginebra. 1959.
- Galería Hoche. Paris. 1961.
- Galería Epona. París. 1962.
- Sala de la Dirección General de Bellas Artes. Madrid. 1964.
- Galería Du Paseur. París. 1965.
- Galería René Andrieu. Toulouse. 1966.
- Galería El Bosco. Madrid. 1966.
- Escuela de Bellas Artes de San Eloy. Salamanca. 1967.
- Sala Mikeldi. Bilbao. 1968.
- Galería Du Damier. París. 1968.
- Galería Fauna’s. Madrid. 1970.
- Sala Santa Catalina. Madrid. 1971.
- Galería Christiane Colin. París. 1972.
- Galería Orfila. Madrid. 1973.[4]
- Sala Van Gogh. Vigo. 1974.
- Galería Arts Puchol. Valencia. 1974.
- Galería Dintel. Santander. 1974.
- Galería Foro. Madrid. 1975.
- Galería Arts Puchol. Valencia. 1975.
- Galería Arteta. Bilbao. 1976.
- Galería Arte Horizonte. Madrid. 1976.
- Galería Fauna’s. Madrid. 1978.
- Galería Maison Bernard. Caracas. 1978.
- Galería El Coleccionista. Madrid. 1984.
- Galería Arts Puchol. Valencia. 1985.
- Galería Fauna’s. Madrid. 1986.
- House Of Friendship. Moscú. 1987.
- Galería María Salvat. Barcelona. 1988.
- Galería Jorge Kreisler. Madrid. 1991.
- Caja España. Valladolid. 1991.
- Galería María Salvat. Barcelona. 1992.
- Centro de Exposiciones. Exposición Antológica. Ciudad Real. 1994.
- Museo Municipal de Alcázar de San Juan (Ciudad Real). 1995.

## Dijeron de él
- "En ese parecido de la pintura a sí misma está la calidad, la mismidad, la verdad de Pepe Díaz (...) Es un genio cansado, es un genio incansable, es un maestro. Se tiene que ver pintar a los pintores. Se tiene que ver que surge una muchacha, un ministro, un amigo, lentamente de la abstracción en paz Pepe Díaz." Francisco Umbral habla de "Manchego de París", en un tríptico para exposición, Barcelona. 1994.[cita requerida]
- "Quien solo conozca a Pepe Díaz por fuera (...) podría pensar que se trata de un expresionista que pinta con un pincel atado en la punta de la cachaba. Las apariencias engañan, Pepe Díaz tiene el corazón lleno de música y aunque su lengua a veces posee el rigor del hacha, este hombre ve el paisaje de la vida con los colores más tiernos, transforma las pasiones furiosas en tonalidades rosas, grises y en delicados azules atmosféricos (...) Tiene un gran talento para someter el espacio a una suerte de música. Esa es la marca de la casa. Solo por esa sensibilidad Pepe Díaz ya es digno de pasar a los libros." Manuel Vicent. De la "atmósfera de Pepe Díaz" en tríptico para exposición, Barcelona. 1988.[cita requerida]